# Snøhetta
Cet article concerne l'agence d'architecture. Pour la montagne, voir Snøhetta (montagne).
Snøhetta, officiellement Snøhetta arkitektur landskap AS, est une agence norvégienne spécialisée dans l’architecture, l'architecture paysagère, l'architecture d'intérieur, la conception de produits et la conception graphique. Basée à Oslo, elle possède également des bureaux à  New York, Paris, Innsbruck, Hong Kong, Adélaïde et San Francisco. Son nom s’inspire de la plus haute montagne du Parc national de Dovrefjell-Sunndalsfjella. Le bureau fut fondé en 1989 par trois camarades d'architecture de la Technische Universität Graz en Autriche: Christoph Kapeller (Autriche), Kjetil Thorsen Trædal (Norvège) et Craig Dykers (USA). Craig Dykers et Kjetil Thorsen Trædal en sont les deux directeurs et principaux architectes.

Opéra d'Oslo.

L'entreprise a reçu le prix Aga Khan d'architecture en 2004 pour la Bibliotheca Alexandrina et le prix de l'Union européenne pour l'architecture contemporaine Mies van der Rohe en 2009 pour l'Opéra d'Oslo. Elle est aussi connue pour le musée d'art de Lillehammer et une partie du Mémorial du World Trade Center. En 2010, Snøhetta reçoit un Global Award for Sustainable Architecture, en la personne de Kjetil Thorsen Trædal, pour la cohérence de ses projets, à grande ou à petite échelle, avec leur environnement.
En octobre 2017, l'agence a dévoilé un projet de restaurant sous-marin, dénommé « Under » (en), au large de la ville de Båly en Norvège, et inauguré en 2019.
En 2020, l’agence a également été plusieurs fois récompensée, notamment par la American Institute of Architects, pour la nouvelle bibliothèque centrale de Calgary (en).

Siège du journal Le Monde, Paris.

En France, le cabinet Snøhetta réalise dès 2003 l'Institut de Neurologie de la Méditerranée (INMed) à Marseille. Le 18 octobre 2012, il est retenu pour la création de Lascaux 4, un centre d'art pariétal ouvert au public fin 2016 à côté de la célèbre grotte ornée. À Paris, il a également été choisi pour la construction du nouveau siège du journal Le Monde (2021), devant la gare d'Austerlitz, à l'angle de l'avenue Pierre-Mendès-France et de la nouvelle rue David-Bowie, et la rénovation des musée national de la Marine (2023), musée Carnavalet (2021) et théâtre des Amandiers (fin prévue : 2024) de Nanterre, tandis qu'en 2017, le parc et les immeubles des lots L8 et R3 du nouveau quartier « Les Lumières Pleyel » à Saint-Denis lui sont confiés dans le cadre de l'appel à projets « Inventons la Métropole du Grand Paris ». Le 1er août 2019, la construction du centre des congrès d'Annecy sur la presqu'île d'Albigny est en revanche abandonnée à la suite de recours d'associations écologistes.